# Parallelodiplosis caryae
Parallelodiplosis caryae är en tvåvingeart som först beskrevs av Ephraim Porter Felt 1907.  Parallelodiplosis caryae ingår i släktet Parallelodiplosis och familjen gallmyggor. Inga underarter finns listade i Catalogue of Life.